# طاجين تونسي
طاجين تونسي هو أكلة تونسية ضاربة في التاريخ  ويعتبر من أشهر الأطباق التقليدية في تونس وهو طبق رئيسي من أطباق المطبخ التونسي، وتختلف مكوّناته باختلاف النّوع.اهمها علي الإطلاق طاجين ملسوقة وطاجين مرقاز أي السجق وتتنوع المكونات بتنوع الثقافة الغذائية لكل منطقة.يتم اعداد الطاجين العادي التونسي عبر تقطيع البقدونس والبصل وعدد من البهارت والاضافات الغذائية وإضافة نوع من اللحوم حسب الاختيار ويخلط بالبيض ويطهي في الفرن. ولا تكاد تخلو مائدة تونسية في شهر رمضان أو في الأفراح من الطاجين باختلاف أنواعه.

## أنواعه
- طاجين تونسي باللحم (بلحم الخروف، بالدجاج)
- طاجين معدنوس (بقدونس)
- طاجين جبن
- طاجين ملسوقة
- طاجين مرقاز (سجق)
- طاجين فلفل
- طاجين سبناخ
- طاجين قناريّة (خرشوف)
- طاجين مقرونة
- طاجين جلبانة
- طاجين بالتن
- طاجين بالكبدة
- طاجين ريقوتة أو كما يطلق عليها القوتة (وهي نوع من أنواع الجبن)[3]
- طاجين بونارين
- طاجين الباي (متكون من 3 طبقات)
- طاجين السلاطة المشوية

## مراجع

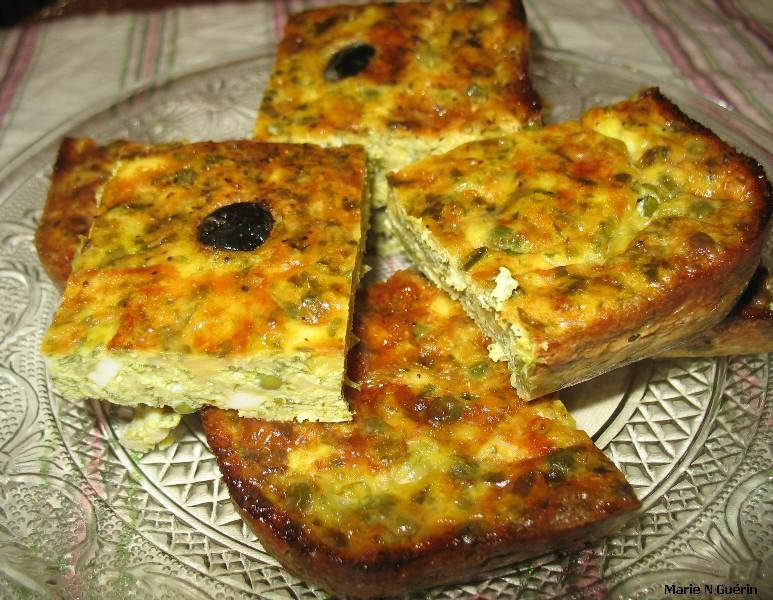
طاجين تونسي